# Igreja Reformada Sutlej do Paquistão
A Igreja Reformada Sutlej do Paquistão (IRSP) (em inglês Sutlej Reformed Church of Pakistan), também conhecida como Igreja Reformada do Paquistão, é uma denominações presbiteriana reformada no Paquistão. Foi fundada em 2011 pelo pastor Arslan Ul-Haq, anteriormente vinculado à Igreja do Paquistão. A denominação rapidamente se espalhou pelo país. Em 2022, era formada por 20 igrejas.
Em 2017, a denominação ficou conhecida pela prisão do seu pastor fundador Arslan Ul-Haq.  Todavia, o pastor foi liberado posteriormente.

## História
A Fé Reformada chegou ao Paquistão em 1834, com as primeiras missões da Igreja Presbiteriana Unida da América do Norte.
A missão da Igreja Presbiteriana Reformada Associada (EUA) chegaram em 1906.
Já as missões da Igreja da Escócia foram incorporadas à Igreja do Paquistão, que uniu presbiterianos, metodistas, anglicanos e luteranos.
Em 2011, o Rev. Arslan Ul-Haq, anteriormente vinculado à Igreja do Paquistão, formou uma nova denominação, chamada Igreja Reformada Sutlej do Paquistão. A partir do crescimento da denominação, se espalhou por todo o país e para a Índia. Em 2022, era formada por 20 igrejas.
Em 2017, o Rev. Arslan Ul-Haq, o fundador da denominação, foi preso depois da proibição de cultos domésticos na cidade de Bahawalpur. Todavia, o pastor foi solto posteriormente.

## Doutrina
A denominação subscreve a Confissão de Fé de Westminster, o Catecismo Maior de Westminster e o Breve Catecismo de Westminster e as Três Formas da Unidade (Confissão Belga, Catecismo de Heidelberg e Cânones de Dort), bem como a Declaração de Chicago.

## Relações Inter-eclesiásticas
A IRSP é membro da Fraternidade Reformada Mundial desde 2016  e possui contato com a Comunhão de Igrejas Evangélicas Reformadas.